# Velika plamenka
Velika plamenka ali navadna plamenka (znanstveno ime Pterois volitans) je strupena riba iz družine bodik (Scorpaenidae). Prebiva v Indijskem in Pacifiškem oceanu, v zadnjem času pa tudi ob vzhodni obali ZDA. Je priljubljena akvarijska riba.
Proti človeku načeloma ni napadalna, kljub temu pa lahko pride do nenamernih vbodov, npr. zaradi dotikanja iz radovednosti. Po vbodu se v večini primerov pojavi le huda bolečina, ki lahko traja nekaj dni. Kljub temu, da obstajajo dokumentirani primeri smrti, so te v resnici zelo redke.

## Telesne značilnosti
Po telesu ribe potekajo izmenjujoče se rdeče ali zlato rjave in bele oz. rumenkaste črte. Imajo 14 dolgih nezdruženih pahljačastih prsnih plavuti na vsaki strani, 13 dolgih, med seboj ločenih, hrbtnih bodic oz. trnov, s čimer se ločijo od drugih bodik, ki imajo le 12 bodic, ter 6-7 nezdruženih plavuti na zadnjiku s tremi bodicami. Bodice in konice plavuti so strupene, toksin pa proizvajajo posebne žleze, ki se nahajajo v koži blizu bodic. 
Značilni so tudi mesnati izrastki okoli ustnih kotov in očeh, koščeni greben, ki poteka po licu, ter par dolgih izrastkov nad očmi, podobnim lovkam. V dolžino običajno zrastejo okoli 15–30 cm, največ do 38 cm. Najdaljša življenjska doba znaša okoli 10 let.

## Življenjski prostor in navade
Velike plamenke prebivajo v Indijskem in Pacifiškem oceanu, natančneje v zahodnem Pacifiku od juga Japonske in Južne Koreje do vzhodne obale Avstralije, Indonezije, Mikronezije in Francoske Polinezije, ter v južnem Pacifiku od Zahodne Avstralije do Pitcairnovih otokov. V zadnjem času prebivajo tudi ob vzhodni obali ZDA, od Floride do New Yorka. Naseljujejo kontinentalne police, lagune ter druge priobalne vode in vode blizu pristanišč pri globini od 2-50 m.
Dejavne so bolj ponoči, ko se premikajo med skalami in koralami, podnevi pa se skrivajo v raznih luknjah in špranjah. Strupene bodice izrabljajo bodisi za pomoč pri onesposabljanju plena bodisi za obrambo pred plenilci. Samci so agresivnejši od samic, še posebej v času parjenja. Samec, ki dvori samicam, se v primeru pojava vsiljivega samca približa slednjemu in ga sprva začne opozarjati s široko razprtimi bodicami, ki jih usmeri proti vsiljivcu in plavutmi ter posebnimi gibi, poleg tega pa postane temnejše barve. V skrajnem primeru postane izjemno agresiven in se zaplete v spopad z vsiljivcem, kar lahko vodi do poškodb obeh udeležencev. Potemnitev agresivnejšega samca velja tudi v primeru normalnega iskanja plena. Presnova (metabolizem) v zgodnjem življenju je usmerjena predvsem v čim hitrejšo in večjo rast zaradi boljših možnosti pri izogibanju napadov večjih plenilcev in parjenju.
Navkljub temu, da je velika plamenka tropski organizem, ima riba dokaj široko temperaturno toleranco, in sicer znaša najnižja temperatura, pri kateri še lahko preživi, 10 ºC, najnižja temperatura, pri kateri se preneha prehranjevati, pa 16 °C. Je morska riba, čeprav lahko prebiva v lagunah. Razpon slanosti, pri kateri riba prebiva, se giblje med 30 in 36 ‰.

### Prehranjevanje
V ekološkem smislu sodijo velike plamenke na vrh prehranjevalnih verig v okoljih, kot so koralni grebeni. Prehranjujejo se večinoma z manjšimi ribami in nevretenčarji, kot so postranice, enakonožci ter drugi raki. Odrasli osebek poje letno 8,2-krat več hrane od lastne telesne mase.
Lovijo predvsem ob sončnem zahodu, saj je aktivnost organizmov v koralnih grebenih takrat največja, riba pa s tem prihrani energijo, ki bi jo sicer porabila pri iskanju zakritega plena. Pri lovu se giblje počasi proti plenu, pri čemer preprečuje vzbujanje pozornosti ostalih organizmov s pomočjo gibanja z razprtimi prsnih plavutmi in relativno kamuflažnega vzorca barv na koži. Napad je tako hiter, da ostale ribe v skupini včasih ne zaznajo tega, kar daje plamenki še več priložnosti za napad in s tem več hrane.

### Naselitev ob obalah ZDA in ekološke posledice
Velika plamenka je ena izmed najpopularnejših okrasnih morskih organizmov v akvarijih, kar je po vsej verjetnosti vzrok za naselitev ribe v vodah vzhodne obale ZDA. Prvi dokumentirani izpust rib se je zgodil avgusta leta 1992 zaradi uničenja velikega privatnega akvarija v Biscayne Bayu na jugu Floride med divjanjem orkana Andrew. S tem je torej velika plamenka postala prva pacifiška morska riba, ki se je naselila v Atlantskem oceanu.
Posledice naselitve tujerodne ribe so relativno velike, saj se v priobalnih vodah nahaja veliko ugodnega plena, poleg tega pa za ta plen tekmujejo z drugimi plenilskimi vrstami rib, s čimer so se torej spremenila razmerja v prehranjevalnih verigah. V odnosu do človeka riba sicer ni agresivna, kljub temu pa lahko pride do nenamernega vboda (npr. zaradi dotikanja iz radovednosti), zaradi česar so ogroženi predvsem ribiči ter potapljači.

### Ogroženost
Velika plamenka trenutno ni ogrožena vrsta ribe, kljub temu pa lahko zaradi onesnaževanja koralnih grebenov in s tem pogina mnogih rib in rakov, ki predstavljajo hrano, postane potencialno ogrožena vrsta ali celo ranljiva vrsta.

## Razmnoževanje
Razmnoževanje je spolno in zajema zunanjo oploditev jajčec ter zapleten proces parjenja. V splošnem so samotarji, vendar se v sezoni drstenja samci in samice združijo v skupine od 3 do 8 rib. Drstenje se začne tik pred sončnim zahodom. Samci s pomočjo zapletenega premikanja bodic in plavuti dvorijo samicam, ki nato izločijo v vodo (tj. v pelagično okolje) s sluzjo obdanih 2.000–15.000 jajčec, kjer jih oplodi samec. Okoljni mikroorganizmi razgradijo sluz, zaradi česar se jajčeca sprostijo. Histološke raziskave jajčnikov in mod nakazujejo na to, da poteka proces parjenja zgodaj v letu.
Razvoj zarodka v jajčecih je razviden v roku 12 ur po oploditvi, po 36 urah pa se izvalijo ličinke, velike od 10–12 mm. Slednje postanejo po dveh ali treh dneh po izvalitvi sposobne preživetja, prehranjujejo pa se z migetalkarji in drugim zooplanktonom. Preobrazba v odrasli organizem traja od 20–40 dni.

## Strupenost
Vsaka bodica velike plamenke je povezana s parom posebnih žlez, ki proizvajajo toksin, pokriva pa jo ohlapno integument. Med vbodom je slednji potisnjen po bodici navzdol, s čimer pritisne na žleze, ki se nahajajo v bazi bodice. Pri tem je toksin iztisnjen in poteka po špranjah v bodici do rane, podobno kot pri skatih. Prsne bodice so nestrupene. Bodice so strupene zaradi prisotnosti acetilholina ter toksina v obliki na toploto občutljive beljakovine, ki vpliva na živčnomišični prenos.
Po vbodu se pojavi huda bolečina na mestu vboda, ki se lahko razširi na celoten ud in območne bezgavke ter lahko traja več dni. Okoli vsakega mesta vboda je vidno modro obarvano cianotično tkivo. Na prizadetem udu se lahko pojavijo se lahko tudi oteklina (edem), rdečina (eritem), povišana temperatura, flegmona (difuzno gnojno vnetje intersticijskega veziva) ter hipestezija (zmanjšana občutljivost). Pri nekaterih bolnikih so bili opisani sistemski učinki, kot so slabost, dispneja (občutek oteženega dihanja) in zmanjšan krvni pritisk (hipotenzija).
Resnost zastrupitve je odvisna od mnogih dejavnikov, med drugim od števila vbodov ter starosti in splošnega zdravstvenega stanja zastrupljenega.

### Zdravljenje
V splošnem vključuje zdravljenje oskrbo rane (odstranjenje bodic, ustavitev krvavitve), lajšanje bolečin z dajanjem analgetikov ter podporno zdravljenje pri resnejših zastrupitvah (npr. umetno predihovanje pri oslabitvi dihanja). Raziskave so pokazale, da ima protistrup (antidot) proti toksinu veščeca delni učinek na toksin velike plamenke, vendar se ga navadno ne daje.
Pri ranah navadno ne pride do sekundarnih zapletov, kot so okužbe. Kljub temu, da obstajajo dokumentirani primeri smrtnih primerov, so ti v resnici zelo redki.

## Pomen za človeka
Razen nenamernih vbodov in s tem zastrupitve ima velika plamenka predvsem pozitiven pomen, saj je ena izmed najpopularnejših akvarijskih rib.